# Anestis Dalakouras
Anestis Dalakouras (griechisch Ανέστης Δαλακούρας, * 18. Juni 1993 in Alexandroupoli) ist ein griechischer Volleyballspieler.

## Karriere
Dalakouras begann seine Karriere im Alter von elf Jahren in seinem Geburtsort bei Ethnikos Alexandroupolis. Er gewann diverse Titel in Nachwuchswettbewerben und spielte seit 2009 in der Junioren-Nationalmannschaft, mit der er an Europa- und Weltmeisterschaften teilnahm. Mit Alexandroupolis wurde er 2014 Vizemeister und erreichte 2015 das nationale Pokalfinale. Außerdem kam er mit dem Verein dreimal in Folge unter die besten Acht im Challenge Cup. Mit der A-Nationalmannschaft stand der Außenangreifer 2014 im Finale der Europaliga. 2016 wechselte er zum österreichischen Erstligisten SK Posojilnica Aich/Dob. Mit der Nationalmannschaft nahm er 2017 an der Weltliga teil. Nach einer Saison in Österreich kehrte er in die Heimat zurück. In der griechischen Liga spielte er in der Saison 2017/18 für Pamvochaikos VC und anschließend für AE Komotini. 2019 wechselte Dalakouras zum deutschen Bundesligisten Helios Grizzlys Giesen.